# Зинджирли джамия
Зинджирли джамия (на турски: Selçuk Sultan, Zincirli Camii; на гръцки: Τέμενος Ζινζιρλί, Τζαμί Ζινζιρλί) е средновековен мюсюлмански храм в източномакедонския град Сяр (Серес), Гърция. Регистрирана е като защитен паметник в 1962 и в 1984 година.
В 1962 година джамията е обявена за защитен паметник на културата.

## История
Джамията е разположена в югоизточния край на града, на ъгъла на улиците „Адрианупулеос“ и „Кеменон Вурлон“ в квартала Профитис Илияс, известен в миналото като Арабаджи. Според османиста Хийт Лаури джамията е изградена в средата на XVI век от Селджук Султан, жена на Мехбед бей и дъщеря на султан Баязид II.
Сградата е изградена от редуващи се двойни редове тухли и един ред камък. Централният купол, 14 m диаметър, е поставен на осем вътрешни колони и обграден от три страни от ложа, покрита със свод. Михрабът е построен така че излиза извън параметрите на джамията. Портикът, разделен на пет секции и направен от дялан камък, има централен купол. Колоните, колонните капители и декорациите на портика са баклава, диамантени фигури. Над вратата е имало надпис, който вече не съществува. Минарето е съборено, но следите от него се виждат. След 2000 година джамията е реставрирана, но е затворена.